# کالج اکستر، آکسفورد
کالج اکستر (انگلیسی: Exeter College, Oxford) با نام کامل: (The Rector and Scholars of Exeter College in the University of Oxford)) یکی از کالج‌های تشکیل دهندهٔ دانشگاه آکسفورد در انگلستان و چهارمین کالج قدیمی آن دانشگاه است.
این کالج در خیابان تورل قرار دارد، جایی که در سال ۱۳۱۴ توسط والتر دی استاپلدون، اسقف اکستر، متولد دوون، به عنوان مدرسه‌ای برای آموزش روحانیون تأسیس شد. در بنیاد خود اکستر در بین فرزندان نجیب دوونشایر محبوب بود، هرچند از آن پس با طیف وسیع‌تری از فارغ التحصیلان برجسته، از جمله ویلیام موریس، جی. آر. آر. تالکین، ریچارد برتون، راجر بنیستر، الن بنت و فیلیپ پولمن در ارتباط بوده‌است.